# Stumbras
Stumbras (Сту́мбрас; «Зубр» VSE: STU1L) — старейший и крупнейший литовский производитель алкогольной продукции. 
Начал свою деятельность в 1906 году. Располагается в Каунасе.

## Деятельность
В 2009 году оборот предприятия составил 34,5 млн евро — на 26,2 % меньше, чем 2008 году.